# Thermopsis gracilis
Термопсис граційний (Thermopsis gracilis) — вид рослини родини бобові .

## Назва
В англійській мові має назву «золотий стяг» (англ. goldenbanner).

## Будова
Має високе стебло на якому з'являються яскраві жовті квіти. Молоде листя має оксамитову текстуру, згодом стають гладенькі. 

## Поширення та середовище існування
Зростає на заході та північному заході Північної Америки у місцях, що заросли травою.

## Галерея

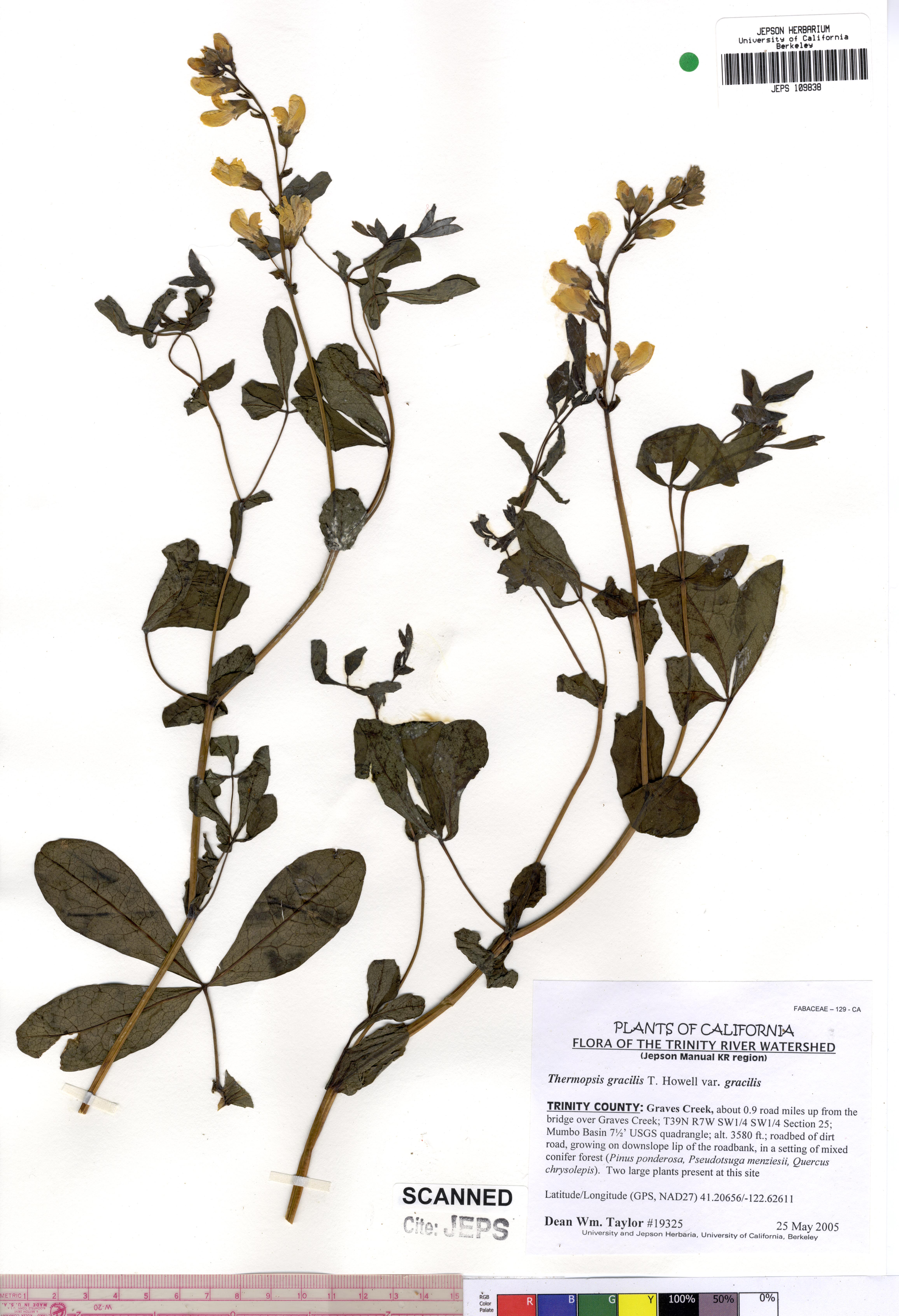
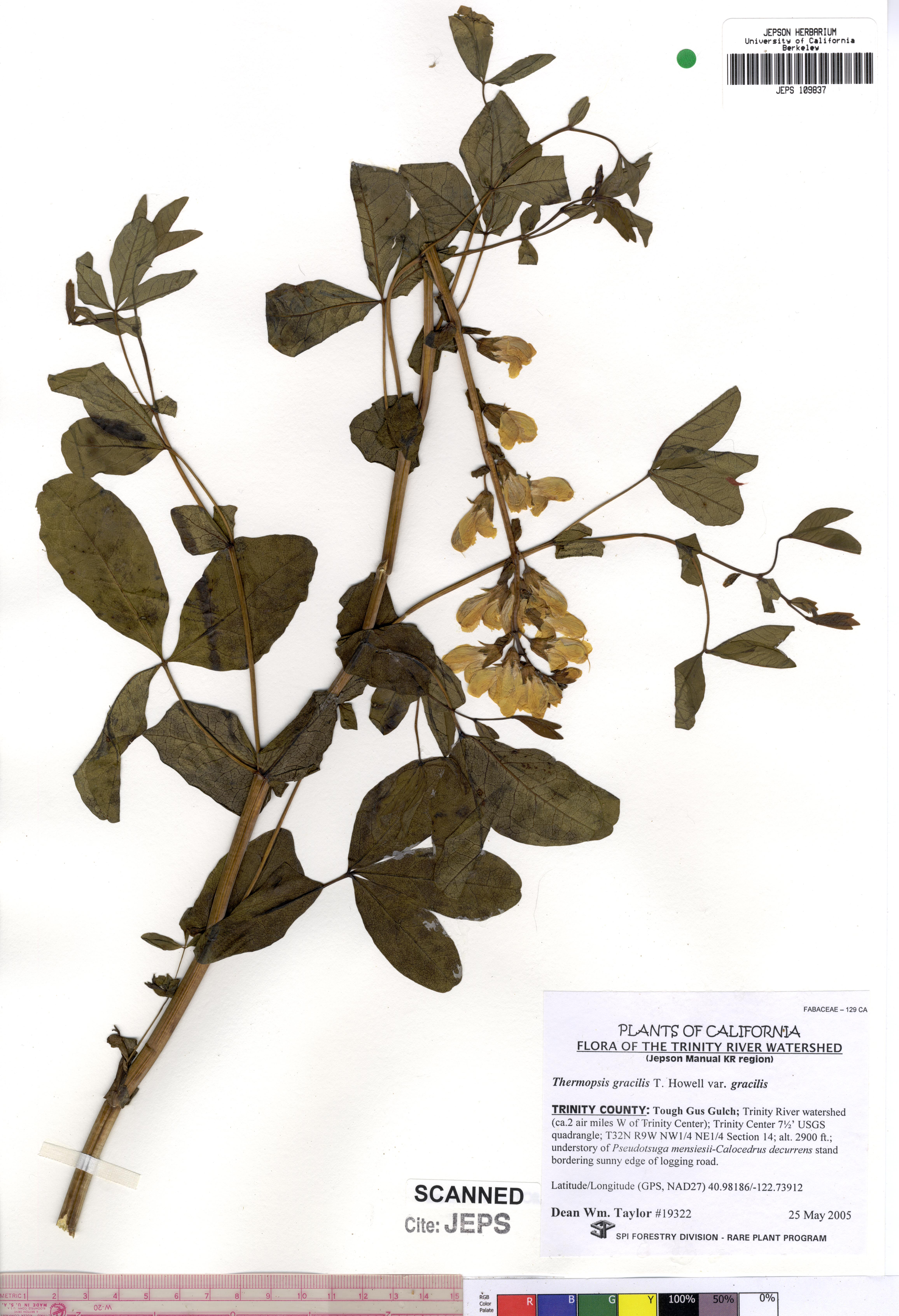